# Micaria bonneti
Micaria bonneti är en spindelart som beskrevs av Schenkel 1963. Micaria bonneti ingår i släktet Micaria och familjen plattbuksspindlar. Inga underarter finns listade i Catalogue of Life.